# Сара Еддісон Аллен
Сара Еддісон Аллен (також відома під псевдонімом Кеті Галлагер ) — американська авторка бестселерів за версією New York Times. 
Аллен народилась і виросла в Ешвіллі, штат Північна Кароліна, навчалась в Університеті Північної Кароліни в Ешвіллі, який закінчила зі ступенем з літератури. 
Після закінчення навчання вона стала популярною у 2007 році після публікації її першого популярного роману « Садові чари », сучасної казки про зачаровану яблуню та сім’ю жінок із Північної Кароліни, які її доглядають. Booklist назвав успішний дебют Сари "зачаровуюче чарівним". Роман став вибором Barnes & Noble Recommends і бестселером New York Times.
Після публікації чотирьох бестселерів за п’ять років, Аллен взяла перерву в письменницькій діяльності, коли на початку 2011 року у віці 39 років у неї діагностували пізню стадію раку молочної залози.  Зараз вона знаходиться в стані ремісії та повернулася до письменництва, видавши у 2014 році свого бестселера «Загублене озеро» . У 2015 році вона повернулась до місця дії своєї першої книги з Перший мороз, яка продовжує історію сестер Вейверлі з Садових чар.

## Нагороди
Аллен отримала численні нагороди за свою роботу, в тому числі: 2008 Книжкова премія SIBA за художню літературу за її роман « Садові заклинання », Найкраща жіноча художня література 2007 року за списком читання Американської бібліотечної асоціації, 2008 Премія RT Reviewers Choice Award для жіночої літератури за її роман «Цукрова королева »  , я факультет літератури UNC Ешвілл назвав Еддісон стипендіатом 2015 року Goodman Endowed. 
- Садові заклинання (2007) [7] [8] [9] [10] [11]
- Цукрова королева (2008) [12] [13] [14]
- Дівчина, яка ганялася за місяцем (2010) [15]
- Хранитель персиків (2011)
- Загублене озеро (2014) [16]
- Перший мороз (2015)

### Як Кеті Галлахер
- Перевірено і правда (2003)